# 岡田誠道
岡田 誠道（おかだ のぶみち、1873年（明治6年）12月26日 - 1935年（昭和10年）11月24日）は、大日本帝国陸軍軍人。最終階級は陸軍少将。位階勲等功級は従四位勲三等功四級。

## 経歴・人物
山口県出身。1895年（明治28年）陸軍士官学校第6期卒業。
1916年（大正5年）4月に神戸連隊区司令官、1917年（大正6年）8月に陸軍歩兵大佐を経て、1918年（大正7年）1月に歩兵第51連隊長（第3師団、歩兵第30旅団）となりシベリア出兵に参戦。ザバイカル付近で治安維持に努めた。その後、1921年（大正10年）7月に陸軍少将に昇進と同時に待命、同年11月に予備役に編入した。

## 栄典
- 1895年（明治28年）11月15日 - 正八位[5]
- 1897年（明治30年）12月15日 - 従七位[6]